# خط طول 55° شرق
خط طول 55° شرق هو أحد خطوط الطول الجغرافية، والتي تمتد من القطب الشمالي الجغرافي إلى القطب الجنوبي الجغرافي، وحسب التحويل الزمني يتقدم خط طول 55° شرق عن خط غرينتش بـ3 ساعات و40 دقيقة.

## من القطب إلى القطب
ينطلق خط طول 55° شرق من القطب الشمالي نحو القطب الجنوبي مرورا بالمناطق التي ترد في الجدول التالي:
| الإحداثيات                         | البلد أو الإقليم أو البحر | ملاحظات                                                                                              |
| ---------------------------------- | ------------------------- | --- |
| 90°0′N 55°0′E / 90.000°N 55.000°E  | المحيط المتجمد الشمالي    | |
| 81°5′N 55°0′E / 81.083°N 55.000°E  | روسيا                     | جزيرة سالزبوري [لغات أخرى]‏ و جزيرة لويجي [لغات أخرى]‏, أرخبيل فرنسوا جوزيف                            |
| 80°42′N 55°0′E / 80.700°N 55.000°E | بحر بارنتس                | |
| 80°30′N 55°0′E / 80.500°N 55.000°E | روسيا                     | Islands in أرخبيل فرنسوا جوزيف                                                                       |
| 80°24′N 55°0′E / 80.400°N 55.000°E | بحر بارنتس                | |
| 74°8′N 55°0′E / 74.133°N 55.000°E  | روسيا                     | جزيرة سيفيرني و جزيرة يوجني, نوفايا زيمليا                                                           |
| 70°35′N 55°0′E / 70.583°N 55.000°E | بحر بارنتس                | بحر بيتشورا                                                                                          |
| 68°56′N 55°0′E / 68.933°N 55.000°E | روسيا                     | A small island                                                                                       |
| 68°55′N 55°0′E / 68.917°N 55.000°E | بحر بارنتس                | Pechora Bay                                                                                          |
| 68°25′N 55°0′E / 68.417°N 55.000°E | روسيا                     | |
| 50°53′N 55°0′E / 50.883°N 55.000°E | كازاخستان                 | |
| 41°47′N 55°0′E / 41.783°N 55.000°E | تركمانستان                | |
| 37°50′N 55°0′E / 37.833°N 55.000°E | إيران                     | |
| 26°37′N 55°0′E / 26.617°N 55.000°E | الخليج العربي             | مرورا بغرب the جزيرة جزيرة أبو موسى, إيران (تملكه الإمارات العربية المتحدة)                          |
| 24°58′N 55°0′E / 24.967°N 55.000°E | الإمارات العربية المتحدة  | |
| 22°39′N 55°0′E / 22.650°N 55.000°E | السعودية                  | |
| 20°0′N 55°0′E / 20.000°N 55.000°E  | عُمان                      | |
| 17°1′N 55°0′E / 17.017°N 55.000°E  | المحيط الهندي             | مرورا بغرب Silhouette Island, سيشل · مرورا بغرب the جزيرة لا ريونيون, فرنسا                          |
| 60°0′S 55°0′E / 60.000°S 55.000°E  | المحيط الجنوبي            | |
| 65°53′S 55°0′E / 65.883°S 55.000°E | القارة القطبية الجنوبية   | الإقليم الأسترالي في القارة القطبية الجنوبية, المطالب الإقليمية بالقارة القطبية الجنوبية by أستراليا |